# مالسفلد
مالسفلد (به آلمانی: Malsfeld) یک شهر در آلمان است که در شوالم-ادر واقع شده‌است. مالسفلد ۴٬۲۳۱ نفر جمعیت دارد.